# Roberto Bernabò

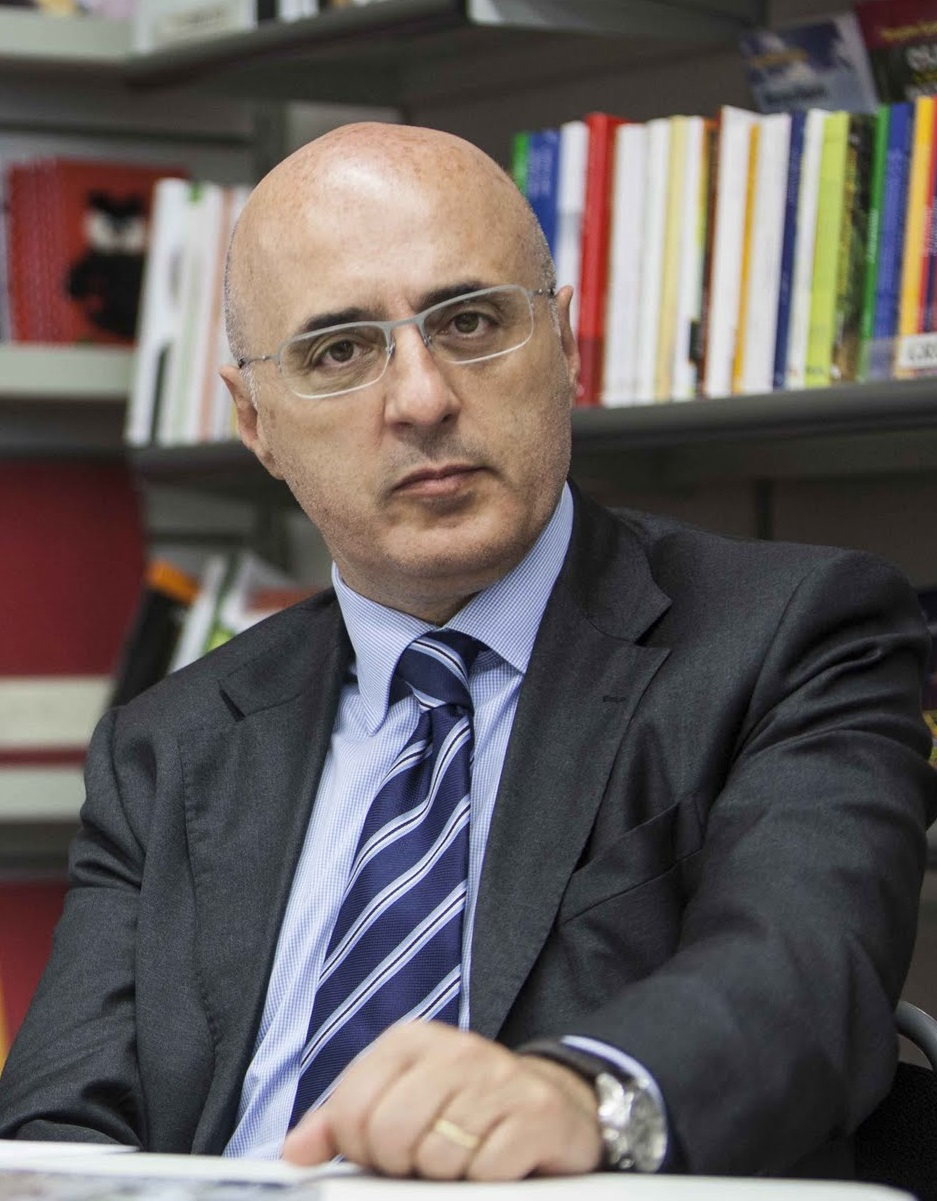
Roberto Bernabò

Roberto Bernabò (Pietrasanta, 6 dicembre 1960) è un giornalista italiano.

## Biografia
Ha iniziato la carriera giornalistica collaborando subito dopo la maturità liceale nella redazione viareggina della Nazione di Firenze occupandosi di sport e cronaca cittadina. A vent'anni passa al Tirreno di Livorno, da poco entrato nel gruppo l'Espresso, dapprima collaboratore dalla natia Pietrasanta, poi dal febbraio 1983 come praticante. Si laurea in Scienze della Comunicazione.
A 25 anni è caposervizio della redazione di Viareggio dove crescono al suo fianco numerosi giornalisti fra i quali Aronne Angelici, Corrado Benzio, Stefano Angeli, Claudio Vecoli e, per un periodo, anche Carlo Bartoli, che diventerà presidente nazionale dell'Ordine dei giornalisti. A novembre 2000 assume la vice direzione del giornale con l'incarico di coordinatore delle redazioni locali sotto la direzione di Sandra Bonsanti. Affianca poi per sette anni Bruno Manfellotto - direttore dal maggio 2003 -  prima di assumere dal 1º luglio 2009 la direzione del quotidiano livornese. Come direttore del Tirreno, Bernabò lavora tanto alla revisione dell'organizzazione della redazione quanto della grafica del giornale con il passaggio al colore; guida soprattutto l'evoluzione digitale della testata, entrando per due volte nella terna dei finalisti degli Online Journalism Awards, e dando vita al progetto Prato digital first.
Nel 2014 lascia la direzione del Tirreno per assumere cariche dirigenziali all'interno del gruppo L'Espresso. Dal 17 ottobre 2014 a tutto il 2017 è stato direttore editoriale dei 18 quotidiani Finegil e poi dei 13 quotidiani locali del Gruppo Gedi, nato dalla fusione tra Gruppo Espresso e Itedi.
Dal 2 gennaio 2018 al 2 ottobre 2022 è stato vicedirettore del quotidiano economico-finanziario Il Sole 24 ore, con la responsabilità dello sviluppo delle attività digitali e multimediali. Nell'ottobre 2022 passa al gruppo Class Editori come Chief digital development manager.
Nel 2024 vince il premio "Bruno Roghi" che ogni anno viene attribuito dalla società sportiva Centro giovani calciatori nell'ambito del torneo internazionale di calcio Viareggio Cup. 

## Opere
- Collaboratore per anni di Repubblica, ha scritto con il collega Corrado Benzio il libro L'infanzia delle stragi (Reverdito Editore, 1989), ricostruzione del rapimento del piccolo Ermanno Lavorini;
- Città Italia. Dieci visioni e dieci città per una nuova Agenda della provincia italiana, Edizioni Il Sole 24 Ore, 2022.